# Gobierno constitucional de Nicolás de Piérola
El gobierno constitucional de Nicolás de Piérola en el Perú se inició el 8 de septiembre de 1895 y culminó el 8 de septiembre de 1899.
Piérola había ya gobernado al Perú, de 1879 a 1881, como Dictador en plena Guerra del Pacífico, gobierno considerado muy controversial y al cual se ha criticado por supuestos yerros en la conducción de las operaciones militares contra el invasor. Sin embargo, los historiadores concuerdan que su segundo gobierno (1895-1899), nacido constitucionalmente tras una sangrienta guerra civil, fue muy positivo para el Perú. Jorge Basadre dice que realizó un gobierno «diligente, creador y eficaz». Hizo importantes reformas económicas y administrativas (creación de la Sociedad Recaudadora de Impuestos, establecimiento del Patrón de Oro, etc.); logró la estabilidad política en el país, consolidando el sistema presidencialista; devolvió el origen por voto popular a las autoridades municipales; se esforzó en moralizar la administración pública e impulsar el ahorro nacional; reformó la ley electoral que estableció el voto público y directo, pero que prohibió el voto a los analfabetos; impulsó la construcción de caminos, en especial los que conectaban con la selva amazónica (vía del Pichis); impulsó la educación pública con la construcción de escuelas; estableció el servicio militar obligatorio, en reemplazo del sistema de enganche; contrató una misión militar francesa para modernizar la fuerza armada; impulsó el comercio y la industria; acrecentó la exportación de productos agrícolas y mineros; fundó el Ministerio de Fomento y Obras Públicas, cuyos titulares fueron ingenieros, etc.
Fue, en definitiva, el gobierno que consolidó la Reconstrucción Nacional iniciada tras la guerra del Pacífico y el que inauguró una nueva etapa llamada la República Aristocrática, que se prolongaría durante las dos primeras décadas del siglo XX.

## Antecedentes

### La guerra civil
Tras el fallecimiento del presidente de la República Remigio Morales Bermúdez, el general Andrés Avelino Cáceres impidió que el primer vicepresidente de la República Pedro Alejandrino del Solar ocupara la presidencia y favoreció al segundo vicepresidente, Justiniano Borgoño, quien se ofreció a llevar a cabo nuevas elecciones. Esto generó descontento entre la población, dado que el gobierno militar había tenido un desgaste y entre 1893-1894 ocurrió una desaceleración económica debido, entre otros, a la caída del precio de la plata. Asimismo, los militantes del Partido Civil y el Partido Demócrata se oponían a la reelección de Cáceres y a la prolongación del predominio militar en la política peruana. De esta manera, los civilistas y demócratas hicieron un pacto histórico, que fue de gran ventaja para ambos partidos. Esto posibilitó el llamado a armas de Nicolás de Piérola (líder de los demócratas) contra Cáceres, con una amplia base popular, que produjo la llamada Revolución de 1895. Tras un breve y sangriento asalto a la ciudad de Lima, Piérola logró tomar control de Palacio de Gobierno y Cáceres fue obligado a exiliarse. De esta forma se logró el objetivo principal de ambos partidos que era eliminar a Cáceres e imponer un gobierno civil.

### Ideología política
La ideología del Partido Demócrata de Piérola se puede resumir en tres puntos. Favorecían un gobierno constitucional, en donde las leyes civiles predominan sobre la fuerza. Aunque se adherían a las ideas económicas del liberalismo clásico, estaban menos opuestos a la intervención estatal en la economía. Mantenían posturas conservadoras respecto a las libertades civiles, moldeadas por tradiciones católicas e hispanas. En este sentido, Piérola favorecía la continuidad de la posición privilegiada de la iglesia en la sociedad peruana. 

### Proceso electoral
Tras la firma de armisticio del 19 de marzo de 1895 entre las partes beligerantes, se formó una Junta de Gobierno, presidida por Manuel Candamo, que se dedicó principalmente a convocar elecciones. Debido al pacto entre los civilistas y los demócratas, Nicolás de Piérola fue candidato único en las elecciones de ese mismo año, que se realizaron el 15 de agosto. Para estas elecciones, la ley electoral que rigió fue la de 1861. Es importante resaltar que se utilizó el sistema de sufragio indirecto en el que se escogía primeramente a electores de la República, que se reunían en colegios electorales, los cuales finalmente elegían al presidente. Asimismo, el Congreso de 1895 confirmó la enmienda de 1890, en la cual se establecía que solo los alfabetos tenían el derecho a votar. De esta manera, se excluía a gran parte de la población, los analfabetos, quienes habitaban mayormente en las zonas rurales, además de las mujeres.
De un total de 5180 electores de la República, 4310 electores concurrieron a los colegios electorales, y 4150 (96.3%) votaron por Piérola. El resto votaron en blanco o nulo.
La primera vicepresidencia le correspondió a Guillermo Billinghurst con 893 votos para Pedro A. Arana y la segunda vicepresidencia le correspondió a Augusto Seminario y Váscones con 803 votos para Augusto Durand.

## Gobierno

### Aspecto político

#### Los gabinetes ministeriales
El primer gabinete ministerial de Piérola lo presidió el empresario minero y antiguo militante del Partido Demócrata, Antonio Bentín y La Fuente, que se hizo cargo a la vez del portafolio de Gobierno. Le acompañaban: Melitón F. Porras Osores (Relaciones Exteriores), Augusto S. Albarracín (Justicia e Instrucción); el coronel Domingo J. Parra (Guerra y Marina) y Francisco Bresani (Hacienda). El periodo de este gabinete fue breve (de septiembre a noviembre de 1895). Sucedió que, cuando el ministro Bresani se presentó ante el Congreso proponiendo la abolición de la contribución, surgió un animado debate entre los parlamentarios (21 y 22 de noviembre de 1895). Hubo en las galerías personas que se mostraron hostiles contra los parlamentarios contrarios a la propuesta, y en la calle algunos de estos fueron apedreados por la turba. Ello llevó a que los diputados Germán Leguía y Martínez y W. Ugarte propusieran una moción de censura contra el gabinete, al considerar que el gobierno no había hecho nada por defender la dignidad del Congreso. Los demás diputados secundaron esta propuesta. Ante ello, Bentín presentó su renuncia, originando así la caída del gabinete. Piérola apoyó públicamente a sus ministros y consideró inconstitucional la moción de censura.
El segundo gabinete lo presidió el abogado Manuel Antonio Barinaga (Justicia e Instrucción), y lo conformaban: Ricardo Ortiz de Zevallos y Tagle (Relaciones Exteriores); Benjamín Boza (Gobierno); el coronel Juan Ibarra (Guerra y Marina); y Manuel Jesús Obín (Hacienda). Bajo este periodo se creó el Ministerio de Fomento y Obras Públicas del Perú, cuyo primer titular fue el ingeniero Eduardo López de Romaña. Cuando la prensa extendió la especie de que el gabinete sería censurado por el Congreso, Barinaga dimitió el 4 de julio de 1896. Insistió en su dimisión el 5 de agosto, siendo esta finalmente aceptada. Entre otros asuntos que pudo haber originado dicha censura, está el apresamiento de tres diputados por posesión de armas provenientes del Estado, ordenando el gobierno que se los juzgara por el delito de contrabando. Acción que no se habría ceñido a la ley y que se consideró que violaba la dignidad del parlamento.

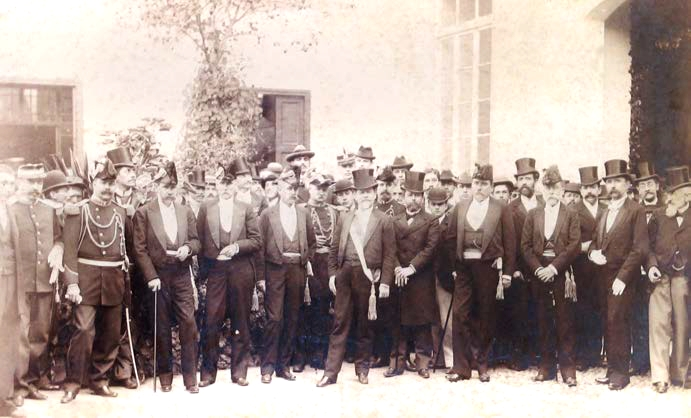
El gabinete ministerial presidido por Manuel Pablo Olaechea, el tercero del gobierno de Piérola.

El tercer gabinete lo presidió el abogado Manuel Pablo Olaechea, connotado líder del partido pierolista, que asumió el portafolio de Justicia e Instrucción. Le acompañaban: Enrique de la Riva Agüero (Relaciones Exteriores); José María de la Puente (Gobierno); Ignacio Rey (Hacienda); el coronel Juan Ibarra (Guerra y Marina); y Manuel J. Cuadros (Fomento). Asumió sus funciones el 8 de agosto de 1896. Surgió por entonces una discusión sobre las atribuciones de los poderes Legislativo y Ejecutivo. El Congreso había aprobado leyes en sesiones extraordinarias; sin embargo, el Ejecutivo se había resistido a ejecutarlas sosteniendo que la promulgación de leyes no se encontraba dentro de las actividades que se podían realizar en las legislaturas extraordinarias. Así lo hizo saber Piérola en un mensaje reservado que envió al Congreso, fechado el 11 de septiembre de 1897. En respuesta, fechada el 21 de octubre, el Congreso aprobó un voto de extrañeza, manifestando su preocupación por la conducta del Ejecutivo al no haber dado cumplimiento a las leyes promulgadas por el presidente del congreso en sesiones extraordinarias. El gabinete Olaechea realizó su descargo en una nota dirigida al congreso y señaló que el voto de extrañeza era totalmente desconocido en el Perú, cuestionando su aprobación sin haberse seguido el trámite normal que debía seguir toda moción. El 29 de octubre, Olaechea renunció al cargo después de que se discutiera una probable censura en el congreso. El voto de extrañeza contra el gobierno de Piérola es el primero que se registra en la historia republicana del Perú.
El cuarto gabinete lo presidió Alejandro López de Romaña Alvizuri (Gobierno). Del gabinete anterior permanecieron Riva Agüero (Relaciones Exteriores) y Rey (Hacienda). Los cambios fueron: José Antonio de Lavalle y Pardo (Justicia e Instrucción); el coronel José Rosa Gil (Guerra y Marina); y Ricardo L. Flores Gaviño (Fomento). Asumió sus funciones el 25 de noviembre de 1897, pero al cabo de un mes, López de Romaña renunció en solitario, para no refrendar el cúmplase a la ley del matrimonio civil (que el presidente Piérola hubo de firmar por insistencia del Congreso), ya que, según él, iba contra sus principios y convicciones católicas. A consecuencia de esta reticencia, el gabinete Romaña había sido calificado de ultramontano.
El cuarto gabinete lo encabezó el canciller Enrique de la Riva Agüero Riglos, el 23 de diciembre de 1897. Como ministro de Gobierno fue investido José María de la Puente, que era prefecto de La Libertad. Todos los demás ministros permanecieron en sus puestos. Este gabinete duró hasta el 13 de mayo de 1898, cuando Riva Agüero dimitió por desacuerdos con los demás miembros del gabinete.
El quinto y último fue presidido por el magistrado José Jorge Loayza (Justicia e Instrucción). Continuaron en sus funciones De la Puente (Gobierno) y Rey (Hacienda); volvieron al gabinete Melitón F. Porras Osores (Relaciones Exteriores) y Manuel J. Cuadros (pero esta vez en Guerra y Marina); y asumió el despacho de Fomento Francisco Almenara Butler. Este gabinete asumió sus funciones el 16 de mayo de 1898. Cuadros falleció en septiembre del mismo año y fue reemplazado por el coronel José R. de la Puente.
Lista de los presidentes del Consejo de Ministrosː
|                                        |
| Antonio Bentín (8.9.1895 / 28.11.1895) |

|                                                 |
| Manuel Antonio Barinaga (30.11.1895 / 5.8.1896) |

|                                              |
| Manuel Pablo Olaechea (5.8.1896 / 3.11.1897) |

|                                                     |
| Alejandro López de Romaña (25.11.1897 / 23.12.1897) |

|                                                    |
| Enrique de la Riva Agüero (23.12.1897 / 13.5.1898) |

|                                          |
| José Jorge Loayza (16.5.1898 / 8.9.1899) |

#### Oposición al gobierno
Piérola no tuvo una verdadera oposición. El país gozó de las más amplias libertades sin producirse desbordes populares. 
El Partido Civil que formaba parte de la Coalición Nacional colaboró en su gobierno y varios civilistas fueron sus ministros. La Unión Cívica también colaboró con el gobierno. El Partido Constitucional de Cáceres se abstuvo de participar en la vida política.
No se produjeron movimientos revolucionarios, a excepción del ocurrido en Loreto, donde Manuel Madueño intentó crear un estado federado conocido como el Estado Federal de Loreto (1896). También ocurrió la rebelión de los indígenas de Huanta, en protesta por el impuesto a la sal, que fue reprimido severamente (1896-1897). Ya finalizando el gobierno, se levantó en Huánuco el líder liberal Augusto Durand, sin que su acción tuviera mayor trascendencia.

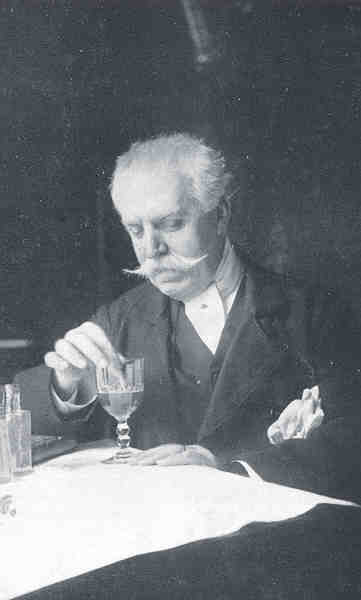
Manuel González Prada, enconado opositor de Piérola.

El único que hizo oposición exacerbada a Piérola fue el notable literato e intelectual Manuel González Prada y su pequeño partido recién formado, la Unión Nacional. MGP estuvo algunos años en Europa, pero de regreso al Perú en 1898, emprendió una campaña de agresivos discursos y reuniones públicas en las que atacaba al gobierno, y en especial, a la persona de Piérola. Particularmente, le reprochaba no haber realizado reformas en los temas agrario, obrero e indígena. Escribió contra él un violento panfleto titulado Figuras y figurones, que no editó en vida, siendo publicado por su hijo Alfredo González Prada en París, en 1938. Alberto Ulloa Sotomayor, en su conocida biografía de Piérola, dice que la enemistad que profesaba MGP hacia Piérola llegaba hasta la repulsión física. Sin duda, MGP fue el principal sustentador de la leyenda negra del pierolismo, que aún sigue siendo alimentada en las aulas escolares del Perú. Esta leyenda consiste en responsabilizar a Piérola de la derrota peruana en la guerra con Chile, acorde a la tendencia humana de buscar siempre chivos expiatorios para las grandes catástrofes nacionales.

#### La sublevación federal en Loreto

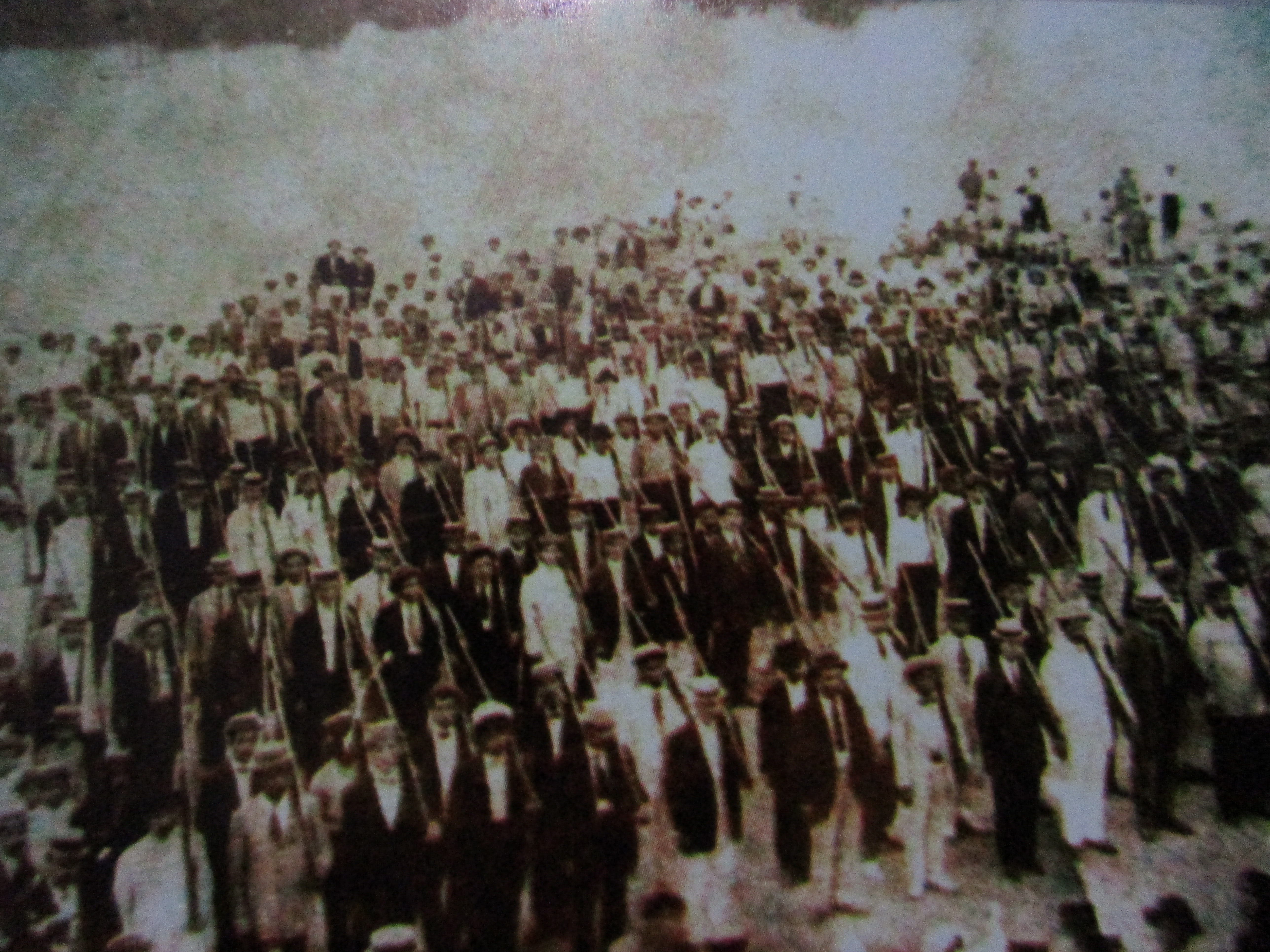
Milicias locales en Iquitos seguidores de Ricardo Seminario.

El coronel Mariano Madueño, cónsul del Perú en Pará, promovió el movimiento federalista del departamento de Loreto. Lo apoyó el coronel Ricardo Seminario y Aramburú (sobrino de Augusto Seminario y Váscones, el segundo vicepresidente del República). El 2 de mayo de 1896 surgió el Estado Federal de Loreto. Los rebeldes, en teoría, no desconocían al gobierno de Piérola, pero redactaron un estatuto en el que declaraban que, a la espera de que el gobierno implementara el federalismo en toda la República, Loreto asumía los deberes y derechos de un Estado. Se arguyó como justificación de este movimiento el estado de abandono en que se encontraba el departamento, por negligencia del gobierno. Este ordenó la clausura del puerto de Iquitos para las operaciones comerciales y envió fuerzas al mando del coronel Juan Ibarra (que era el ministro de Guerra). Esta expedición se embarcó en el transporte Constitución, y partió del Callao, tomando la larga ruta del estrecho de Magallanes, para ingresar al Amazonas desde su desembocadura en el Atlántico. Tras una travesía no exenta de dificultades, el Constitución ancló en Pará el 9 de septiembre de 1896. Otras expediciones fueron enviadas por la vía terrestre: una a través de la ruta Salaverry-Ascope-Cajamarca-Moyobamba, y otra por el ferrocarril central y la vía del Pichis. Los cabecillas de la rebelión, temerosos de quedar bloqueados en Iquitos, se adelantaron a la llegada del  Constitución y huyeron por el Amazonas con destino al Brasil, finalizando así la intentona federalista.

#### Reforma del sistema electoral
El 20 de noviembre de 1896 se promulgó la Ley Electoral. Se reformó el anticuado sistema eleccionario de los Colegios Electorales y del voto indirecto que había existido a lo largo del siglo XIX. En reemplazo de ese sistema se creó una Junta Electoral Nacional, formada por representantes del Congreso, del Gobierno y del Poder Judicial que dirigiría y controlaría las elecciones. Y se estableció el voto directo y público de todos los ciudadanos que supieran leer y escribir. Es decir, los analfabetos, mayoritariamente indígenas, fueron privados de su derecho al voto, que habían venido ejerciendo desde 1849. También se suprimió el voto de las autoridades políticas y el de los militares, con lo cual se buscaba evitar la intromisión del oficialismo en los procesos electorales.

#### Autonomía de las municipalidades
El gobierno restituyó la autonomía a las municipalidades y dispuso la elección de sus miembros por sufragio popular y directo, dando así cumplimiento a la ley de 14 de octubre de 1892 y a las resoluciones legislativas de 1896. Las primeras elecciones municipales de estas características se realizaron en 1897. Se restituyó así el origen popular de las autoridades municipales, algo que se truncaría en 1919 y que no volvería a reanudarse sino hasta 1963.

#### Reorganización del Partido Civil
Uno de los sucesos políticos más relevantes que ocurrieron en este periodo fue la reorganización del Partido Civil, que se hallaba en decadencia tras la muerte de su jefe y fundador Manuel Pardo, y al que se responsabilizaba de la debacle económica de los años 1870, previa a la guerra con Chile. En una reunión realizada en el Convento de Santo Domingo, a la que asistieron los más connotados miembros del civilismo, se eligió un Comité Directivo, integrado, entre otros, por Manuel Candamo, Luis Carranza e Isaac Alzamora. En el mismo acto fueron incorporados al partido algunos elementos jóvenes, entre los que estaban Augusto B. Leguía y José Pardo y Barreda, este último hijo del fundador de partido. Se formaron comités en toda la República y se fundó en Lima el Club Juventud Civilista. El Partido Civil se preparaba así para subir nuevamente al poder, lo que lograría en 1903, manteniendo desde entonces una hegemonía que duraría hasta 1919. Tanto a Cáceres como a Piérola se les ha reprochado el haber pactado con los civilistas y no haber hecho una ruptura definitiva con el pasado político del Perú. Pero el civilismo no solo tenía el poder económico sino que concentraba en su seno a la más selecta inteligencia del Perú, de modo que a los caudillo más les convenía tenerlos como aliados, que como opositores.

### Aspecto económico y administrativo

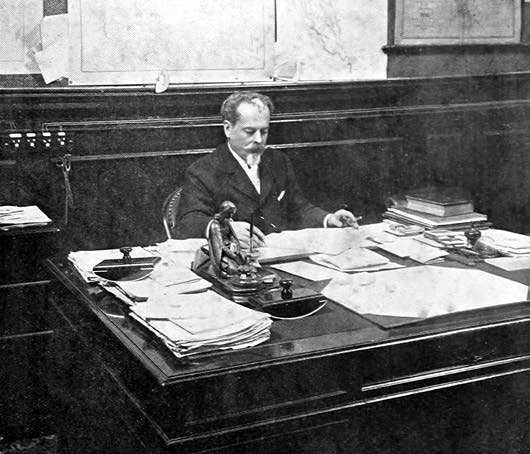
Nicolás de Piérola en su despacho.

El gobierno de Nicolás de Piérola impulsó el desarrollo capitalista del país en un contexto de recuperación de la producción y de reconstrucción del aparato estatal. Las políticas aplicadas por Piérola fueron favorables a la emergente burguesía nacional al proveer los marcos normativos y los medios institucionales necesarios para este fin.

#### Moralización de la administración pública
Fue una de las más importantes preocupaciones de Piérola la moralización de la administración pública. Dispuso que los funcionarios llevasen y diesen cuenta exacta, de forma periódica, de los ingresos y los egresos del erario. Para un mejor cumplimiento de este cometido, creó la Dirección del Tesoro, cuya organización confió a Ignacio Rey.
Se siguió una política de austeridad en el manejo de los fondos públicos: se estimuló el ahorro, se evitaron empréstitos que endeudaran más al país y se fomentó la formación de cooperativas.

#### Reforma tributaria
La primera gran reforma del gobierno de Piérola fue con respecto al sistema de recaudación de impuestos, que hasta entonces no ofrecía garantía ni seguridad.
Se abolió la «contribución personal» (reminiscencia del antiguo «tributo indígena»), que era recaudado por diversas instituciones estatales y particulares, en un sistema que había demostrado ser ineficiente. Esta medida fue el primer paso para unificar el sistema tributario, lo que se concretó a fines de 1895, al fundarse la Sociedad Recaudadora de Impuestos S.A., una compañía mixta en la que participaba el sector público y el sector privado. Este nuevo organismo, que fue conocido popularmente como La Recaudadora, constituyó una fructífera alianza entre la eficiencia de la empresa privada y el sentido social de la entidad pública, puesto que la recaudación fiscal se orientaba a proveer de recursos en beneficio de todos los ciudadanos. La Recaudadora se convirtió en una poderosa entidad, cuyos servicios fueron también solicitados por las juntas departamentales y las municipalidades.
En lo que respecta a los impuestos mismos, se aumentaron los aplicados a los productos considerados de placer o de vicio, como el alcohol y el tabaco; de otro lado, se redujeron los impuestos a los artículos de primera necesidad como el arroz, la mantequilla y otros.
Aplicó también un moderado impuesto a la sal (estanco de la sal), cuyo producto fue destinado como fondo para el rescate de Tacna y Arica, en poder de Chile. El cobro de este impuesto ocasionó dificultades, debido a que los enemigos del régimen azuzaron a la población indígena a rebelarse contra el mismo, como fue el caso del alzamiento de los pobladores de Huanta, reprimida severamente por las fuerzas del orden (1896-1897).
Las reformas en el sistema de recaudación tributario dieron sus frutos, pues proveyó al Estado un aumento en sus ingresos de por lo menos doscientos mil soles por año.

#### Aspecto industrial

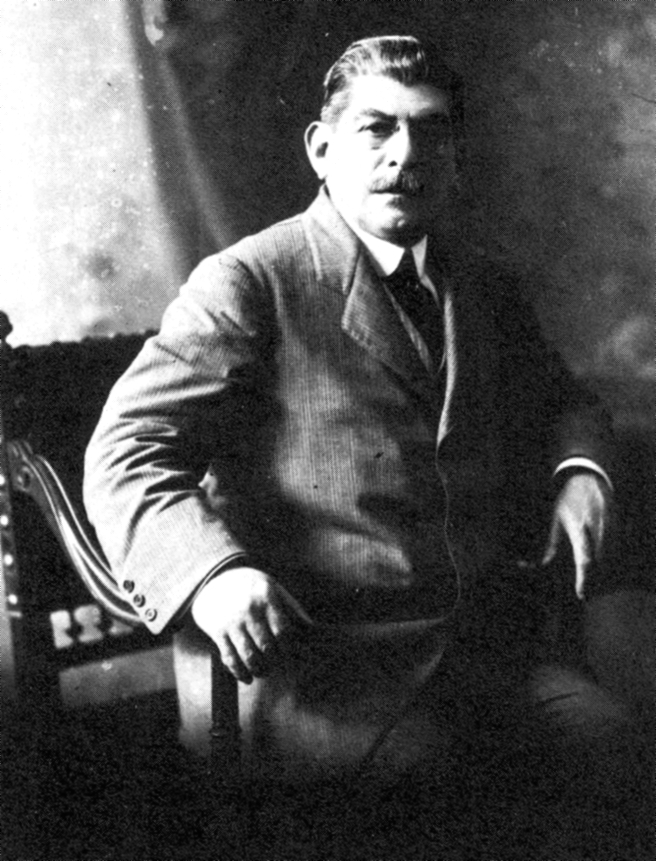
José Payán, economista y financista cubano radicado en Perú, que fue inspirador de las reformas monetarias y financieras del gobierno de Piérola.

Se protegió e incentivó a la industria agrícola y minera, que contó con el aporte de capitales nacionales y extranjeros. Todo lo cual contribuyó a elevar el nivel económico del país.
La industria azucarera evolucionó a su tecnificación, especialmente en los grandes centros agroindustriales del norte: Sociedad Casa Grande, el Ingenio Central Cartavio, la Sociedad Paramonga, la Compañía San Nicolás. La exportación del azúcar llegó en 1898 a las 105 731 toneladas, mientras que el consumo interno era de 25 000 toneladas.
La minería tuvo un desarrollo más lento, iniciándose su verdadero despegue a principios del siglo XX. Se formaron varias compañías mineras para la explotación del oro y la plata. En esa época ya se iba dejando de lado la amalgamación y se prefería la cianuración, como método de beneficio de los minerales de oro y plata. En 1897 se descubrieron los ricos yacimientos cupríferos de Cerro de Pasco, lo que marcó el inicio de la gran revolución minera en el Perú.
Se continuó desarrollando la explotación del petróleo en la costa norte, a cargo de dos empresas importantes: el Establecimiento Industrial del Petróleo de Zorritos, de propiedad de Faustino G. Piaggio; y la London Pacific Petroleum Company (Negritos), de capitales británicos. Producían, además de petróleo crudo, kerosene. Es de mencionar también la Sociedad Explotadora del Petróleo, con capitales de Guillermo Billinghurst.

Se impulsó el desarrollo de la Amazonía, cuyo auge económico se inició con la explotación del caucho. Un aventurero peruano, Carlos Fermín Fitzcarrald se convirtió en el “rey del caucho”. Ancashino de nacimiento, Fitzcarrald o Fitzcarraldo fue un gran explorador de la Amazonía peruana, motivado por la necesidad de expandir su negocio cauchero. En 1894 descubrió el “istmo de Fitzcarraldo”, que facilitó el ingreso hacia Madre de Dios a través del río Ucayali.

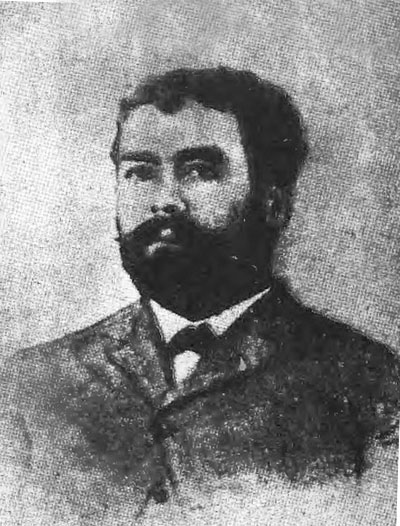
Carlos Fermín Fitzcarrald, el rey del caucho.

 Expulsó a los caucheros brasileños que habían invadido la región, de modo que contribuyó a confirmar el dominio del Perú en esos territorios. En 1896, obtuvo la autorización para la exclusividad en la navegación por los ríos Ucayali, Urubamba, Manu y Madre de Dios. En sus campos usufructuó la mano de obra de miles indígenas amazónicos. Durante una travesía por el río Urubamba, a bordo del vapor Adolfito, su nave naufragó tras chocar con una roca, hundiéndose en el río. Fitzcarrald murió en el accidente (9 de julio de 1897). Tras este suceso, sus trabajadores indígenas se rebelaron y atacaron la red de tambos de su compañía, por lo que el «imperio Fitzcarrald» no sobrevivió a su fundador.
Durante la recuperación de Occidente tras la depresión de 1893-1894, los exportadores peruanos encontraron un clima propicio para ampliar la producción. Dado que ya en 1890 había 24 000 trabajadores azucareros y 66 600 trabajadores mineros, el mercado interno se encontraba en proceso de dinamización. Por este motivo, las ganancias de los exportadores no solo se reinvirtieron en la modernización de la industria, sino también en las manufacturas locales de bienes de consumo masivo. En este contexto, el gobierno de Nicolás de Piérola elevó los aranceles para proteger a las nacientes industrias, lo cual permitió cierta alza en la industrialización por sustitución de importaciones. Es así como durante este periodo la fuente más abundantes de ingresos fiscales fueron los derechos de aduanas. 
Debido al dinamismo de la economía, surgieron entidades industriales y comerciales que aceleraron el proceso de reconstrucción. En 1896 se fundaron la Sociedad Nacional de Minería y la Sociedad Nacional de Industrias.
Surgieron igualmente nuevas instituciones crediticias y financiera: el Banco del Perú y Londres, el Banco Internacional del Perú, el Banco Popular del Perú. Se formaron Compañías de Seguros, como la Compañía Internacional de Seguros y la Compañía de Seguros del Rímac.
Ya finalizando el siglo XIX, la reconstrucción nacional parecía afianzada. Se había forjado una nueva economía de exportación, que no dependía de un solo producto (como antaño había ocurrido con el guano), sino de una diversidad de productos agrícolas y mineros: azúcar, algodón, lanas, caucho, cobre, plata, y poco después el petróleo.

#### Afianzamiento del centralismo
Se puso prácticamente punto final al experimento descentralista del gobierno de Cáceres, cuando, con fecha del 24 de diciembre de 1895, el Congreso aprobó la abolición de la contribución personal. Esto fue perjudicial para los presupuestos departamentales. Se quitó de los tesoros departamentales los gastos con relación a las prefecturas y subprefecturas, cortes judiciales y policía. Únicamente les dejó a su cargo los gastos en educación, salud y obras públicas de carácter departamental. Esto conllevó a una mayor centralización del poder político y una disminución de las autonomías regionales.

#### Fundación del Ministerio de Fomento
Piérola creó el Ministerio de Fomento y Obras Públicas, que se encargó de organizar un plan de obras públicas e impulsar el desarrollo industrial y comercial (1896). Su primer ministro fue el ingeniero Eduardo López de Romaña, el mismo que sucedería a Piérola en la presidencia de la República. En conjunto, impulsó a que los exportadores y mineros se agruparan, y en 1896 decretó la formación de la Sociedad Nacional Agraria y la Sociedad Nacional de Minería, que representaban los intereses de sus respectivos sectores ante el Ministerio de Fomento. 

#### Reforma monetaria. Adopción del Patrón de Oro

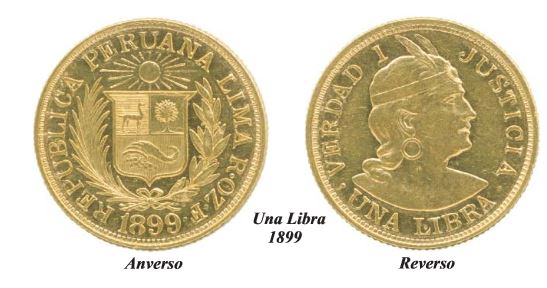
Reverso y anverso de una libra peruana de oro.

Ante la depreciación debido a la sobreproducción de la plata, en 1897 se emprendieron una serie de políticas monetarias para adoptar el patrón de oro. Se pretendía cambiar la unidad monetaria vigente entonces, el Sol de Plata, por una nueva de oro. Este proyecto tuvo fuertes resistencias, sobre todo entre los exportadores, quienes tenían mayores ganancias cuando el sol valía menos. Finalmente, por ley del 29 de diciembre de 1897, el gobierno ordenó la acuñación de monedas en oro, con el mismo peso y ley que la libra esterlina inglesa. Un decreto del 10 de enero de 1898 estableció el peso y ley de la nueva moneda nacional, la que se llamaría Libra Peruana y tendría en el anverso un escudo del Perú y por el reverso la efigie de un Inca. Durante el siguiente gobierno de Eduardo López de la Romaña, por ley de 14 de diciembre de 1901, se legalizó esta situación.

### Aspecto social

#### Fortalecimiento de la oligarquía. Las clase emergentes
La modernización y diversificación no solamente lograron un auge económico sino también facilitaron el surgimiento y desarrollo de la oligarquía a la cual Piérola tenía claro que necesitaba. El bipartidismo involucraba grandísimos intereses económicos entre las partes, principalmente entre los hacendados azucareros, comerciantes, industriales, terratenientes y demás clases emergentes. La desaceleración de la inversión extranjera después de 1892, ocasionó de nuevo el acumulamiento de capital doméstico para restaurar la sufriente economía. Asimismo, la demanda de materias primas creció progresivamente con la recuperación occidental post depresión y en 1893-1894 se dio una gran expansión comercial que conllevó a que la tasa de cambio se tornara favorable para los exportadores lo cual generó mayor inversión en producción de azúcar, lana, algodón, café, entre otros. Todas estas grandes ganancias económicas fueron reinvertidas en modernización para asegurar mayor eficiencia y producción. Sin embargo, esto también causó una gran demanda interna de los asalariados por los bienes locales. Las clases emergentes mencionadas anteriormente fueron los principales partícipes de esta nueva tendencia manufacturera. Es así que durante este gobierno la sociedad vivió en una breve pero intensa época de desarrollo industrial y auge económico para las clases medias que veían un progreso como alcanzable. 

#### Huelgas de trabajadores en Lima
- A fines de agosto de 1896 estalló una huelga de los trabajadores de la fábrica de tejidos de Vitarte, en demanda de aumento de salarios (ganaban 30 centavos al día); la reducción racional de las horas de trabajo (trabajaban 16 horas al día); y mejoras en la alimentación. Hubo incidentes violentos y un incendio provocado en la fábrica, que fue controlado a tiempo; dirigentes del gremio fueron apresados, así como algunos obreros acusados de provocar el incendio.[36]
- También en agosto de 1896 ocurrió la huelga de los tipógrafos de Lima, que reclamaban el salario de 1869, así como mejores condiciones de trabajo. Una comisión de representantes de dichos trabajadores logró entrevistarse con Piérola, quien dijo estar imposibilitado para imponer un arreglo, pero se comprometió a interceder por ellos ante los jefes de los talleres gráficos.[37]
- Otra huelga que estalló en 1896 fue la de los pasteleros, que también exigían mejores salarios; ellos si lograron su cometido.[37]

#### La rebelión de Huanta
La implantación del estanco de la sal provocó algunas rebeliones de indígenas en la sierra, quienes no estaban de acuerdo en pagar un impuesto por un producto alimenticio de primera necesidad. La zona más convulsionada fue el norte del departamento de Ayacucho, donde unos dos mil rebeldes campesinos tomaron el pueblo de Huanta (septiembre de 1896) y asesinaron al subprefecto Julio Abad. El gobierno envió entonces al ejército, al mando del coronel Domingo J. Parra, que partió desde el Callao arribando al puerto de Pisco, desde donde se adentró hacia la sierra ayacuchana. Los rebeldes se replegaron a los cerros aledaños de Huanta, donde opusieron tenaz resistencia. En esta acción tuvo destacada actuación el joven subteniente Óscar Raimundo Benavides (que años después sería presidente de la República en dos ocasiones), quien al mando de una compañía prendió personalmente al líder indígena Juan Sánchez en la batalla del cerro Calvario. La rebelión fue sofocada y los huantinos sufrieron la más despiadada represión, que se tradujo en confiscaciones de ganado, cupos, saqueos, incendios, flagelaciones y fusilamientos.

### Obras públicas
Se llevó a cabo un plan de obras públicas sin recurrir a los empréstitos, gracias a la economía y a la organización fiscal. El ente encargado de dicho plan fue el Ministerio de Fomento y Obras Públicas. Se desarrolló una vasta política vial, que contemplaba la prolongación de caminos y ferrocarriles. También se fomentó la colonización de la selva y la modernización de ciudades. 
En lo que respecta a la política caminera, se impulsó las exploraciones destinadas a abrir un paso que conectase directamente la selva amazónica con la costa. Bajo esa motivación, se estimuló la expedición de Carlos Fermín Fitzcarrald hacia el Camisea y el Manu; así como la exploración del Pichis, Pachitea, Alto Ucayali y Gran Pajonal, obra que realizó el padre franciscano Gabriel Sala, por encargo del mismo presidente Piérola. Un camino, la llamada vía central o camino al Pichis comenzó a ser abierto para unir la costa con la selva amazónica.
Es de resaltar también la labor desarrollada por el ingeniero Joaquín Capelo, director de Fomento, quien dio impulso a la construcción de la vía Tarma-Chanchamayo. Los esfuerzos de esta política vial dieron como resultado el establecimiento del tráfico fluvial en los ríos Tambo, Urubamba y Ucayali.

### Defensa Nacional

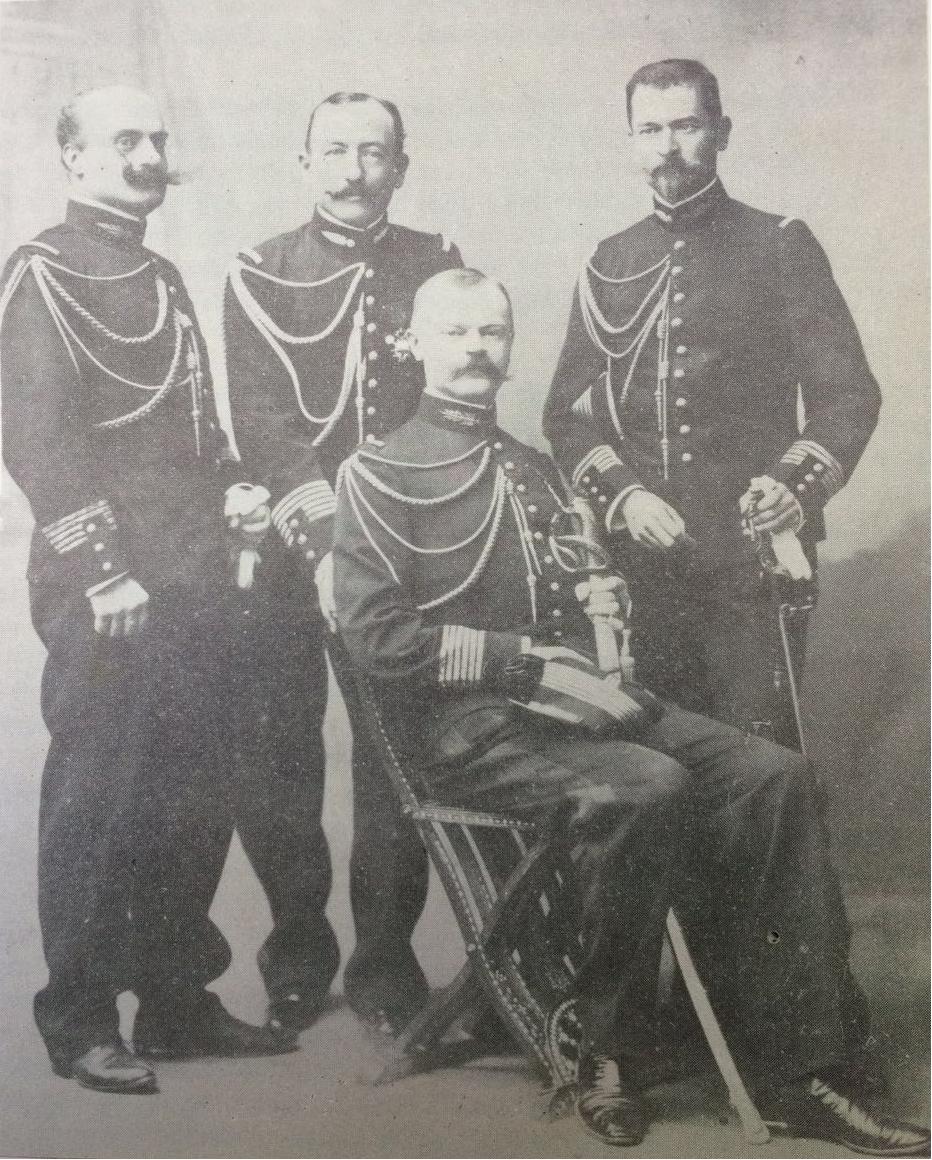
Misión Militar Francesa: Coronel Pablo Clément (sentado). De izquierda a derecha: Teniente Coronel Félix d´Andre (Infantería), Teniente Coronel Eduardo Dogny (Caballería) y Teniente Coronel Luis Salatz (Artillería).

Se contrató los servicios de una misión militar francesa, para modernizar al ejército. Estuvo presidida por el general Pablo Clément e integrada por los coroneles Eduardo Dogny y Claudio Perrot. Fue el comienzo del fin del viejo militarismo.
Se fundó la Escuela Militar de Chorrillos (EMCH), el 24 de abril de 1898, cuyo fin era hacer de la milicia una carrera técnica.
Se estableció el servicio militar obligatorio a partir del 27 de septiembre de 1898.
Se promulgó el primer Código de Justicia Militar, el 20 de diciembre de 1898, el cual, reemplazó a las ordenanzas militares españolas entonces vigentes.

### Desarrollo urbano de Lima y Callao
- Continuó el plan iniciado por José Balta de expandir la ciudad de Lima, luego de que fueran derruidas las murallas coloniales. Se construyó el Paseo Colón y se trazó la Avenida Brasil en dirección a la Magdalena. Se inició la Avenida de la Colmena, llamada después Avenida Nicolás de Piérola, en dirección al Callao.
- Se levantaron nuevos edificios, como la Casa de Correos y el Mercado de Guadalupe.[45]
- Se crearon algunas sociedades para la atención de la ciudad, como la Compañía del Ferrocarril Urbano, la Empresa Transmisora de Fuerza Eléctrica,[46] la Compañía de Gas Acetileno, la empresa de irrigación y agua potable para Miraflores.[45]
- Como complemento del progreso urbano de la capital llegó también el progreso técnico: El primer fonógrafo (1896); el primer cinematógrafo (1897), cuya función inaugural fue dada con la presencia de Piérola;[47] los rayos Röntgen o rayos X (1896); los primeros automóviles (1898); y se aumentaron las líneas telefónicas.

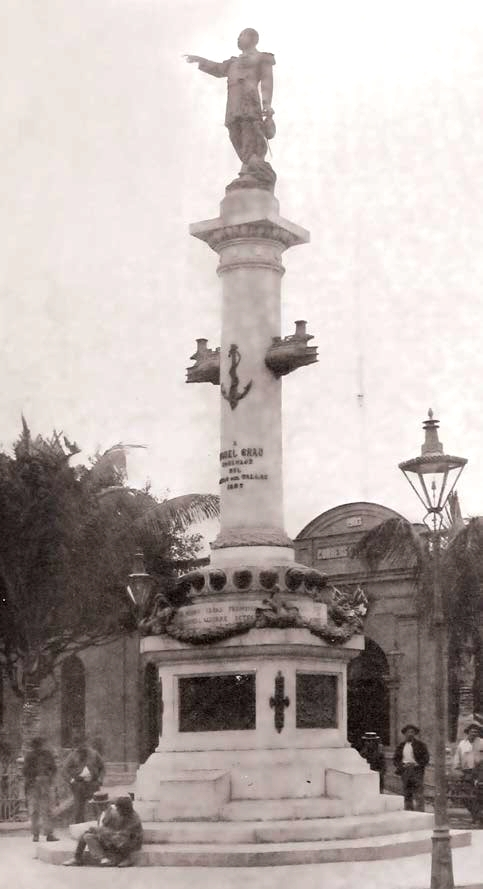
Estatua de bronce en el Callao en homenaje al Caballero de los Mares.

- En el Callao se inauguró, costeado por suscripción popular, el monumento al héroe nacional Miguel Grau. La ceremonia se realizó el 21 de noviembre de 1897, contando con la presencia del mismo Piérola. Se trata de una columna modelada por el escultor italiano Fabio Lanzarini; la base y el capitel son de mármol y el conjunto es coronado por la estatua de Grau, de pie y con el brazo extendido señalando hacia el sur.[48] En su discurso, Piérola expresó lo siguiente:

"El trozo de granito y bronce que circundamos en este instante y que el benemérito pueblo chalaco ha levantado en este pórtico del hogar nacional, conmemora una gloria verdaderamente peruana; pero como en las grandes cosas, brillante y amplia, vivificadora y fecunda, duradera, con la duración sin medida de los tiempos".

### Aspecto laboral
- Debido al auge económico y productivo, se crearon puestos de trabajo para varones y mujeres en correos, telégrafos, teléfonos, fábricas. Lo de crear puestos de trabajo para mujeres fue un suceso revolucionario para la época.
- Ante la falta de mano de obra, en 1899 se inició la inmigración japonesa. Los primeros japoneses arribaron en el vapor Sakuramaru, desembarcando en Ancón, el 3 de abril de 1899, en número de 790.[49]

### Aspecto jurídico
- El matrimonio civil.- El Código Civil de 1852, vigente entonces, no contemplaba el matrimonio de ciudadanos peruanos no católicos. A finales de la década de 1890, se inició un debate público que buscaba la aceptación del matrimonio civil en el Perú. En 1897, finalmente, fue aprobada la ley que autorizaba los matrimonios entre no católicos, que desde entonces serían legitimados por las municipalidades. Surgía así el matrimonio civil. La ley fue promulgada por el Ejecutivo el 23 de diciembre de 1897.[50]
- El Código de Comercio.- En 1898, el gobierno de Piérola, convencido de la necesidad de reformar el Código de Comercio (que databa de 1853), nombró una comisión formada por los juristas Luis Felipe Villarán y Felipe de Osma, para que en unión de un personero o representante de la Cámara de Comercio de Lima, estudiara la reforma de dicho código. La Comisión, integrada después con José Payán, presentó su proyecto, basado en el Código español de 1886. Sería aprobada por el Congreso, en el gobierno siguiente (1901).[51]
- El Código de Minería.- La actividad minera se hallaba todavía regida por medio de las Ordenanzas de Minería de 1785, es decir de la época colonial, con sus enmiendas y adiciones. Después de muchos intentos y de varias comisiones, se logró promulgar finalmente un Código de Minería, pero en 1900, ya bajo otro gobierno.[51]

### Política internacional

#### El Protocolo Billinghurst-Latorre

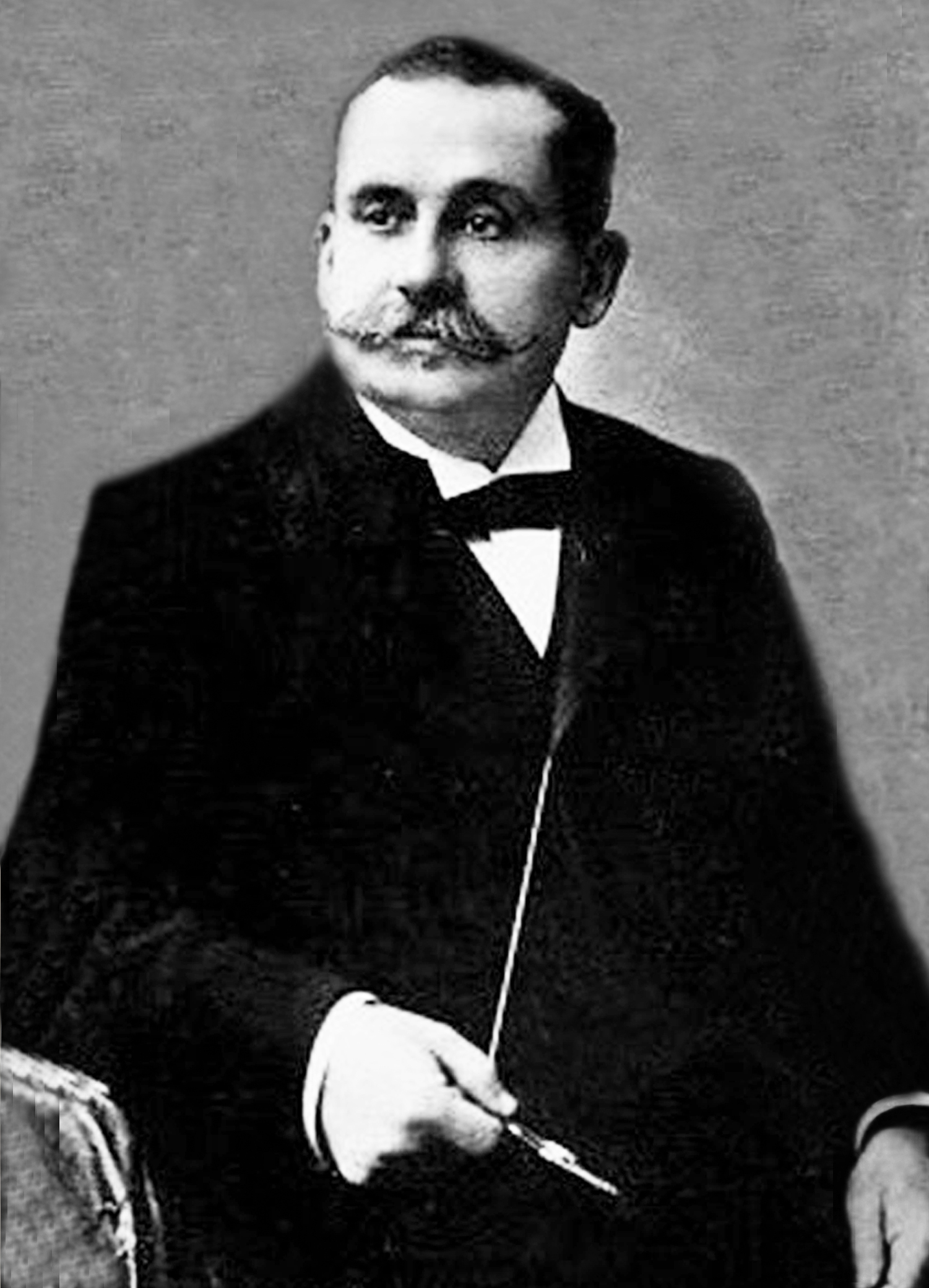
El vicepresidente Guillermo Billinghurst, en su calidad de ministro plenipotenciario, firmó con el representante chileno Latorre el protocolo de 1898 para la realización del plebiscito de Tacna y Arica, lo que nunca llegó a concretarse.

En 1894 había vencido el plazo de diez años fijados en el Tratado de Ancón para la realización del plebiscito en Tacna y Arica, que decidiría el destino final de estas provincias peruanas que se hallaban bajo administración de Chile como secuela de la Guerra del Pacífico. Pero el gobierno chileno no daba señales de querer cumplir lo pactado. Al principio no prosperaron las negociaciones peruanas, pues Chile exigía al gobierno peruano una garantía para el pago de la indemnización en caso de ser favorecido por el plebiscito. Pero en 1898, el gobierno chileno, ante el conflicto que sostenía con Argentina por la Patagonia y queriendo evitar otra zona de enfrentamiento por el lado peruano, se mostró flexible a negociar la realización del plebiscito.
Guillermo Billinghurst, vicepresidente del Perú, viajó a Chile como ministro plenipotenciario para encargarse de esa misión. De las conversaciones que sostuvo con el canciller chileno Raimundo Silva Cruz, se redactó un protocolo, por el cual se nombraba a la reina regente de España como árbitro para que decidiera sobre los puntos en disputa: quiénes tendrían derecho a voto en el plebiscito, y si el voto sería secreto o público. Además, creaba una junta directiva encargada de realizar el plebiscito, la cual estaría compuesta por un representante chileno, uno peruano y un español. El tratado que establecía el protocolo fue firmado el 16 de abril de 1898. El reemplazante del canciller Silva Cruz, el almirante Juan José Latorre (el vencedor de Angamos), fue quien puso su firma en el protocolo, que por eso es conocido como el protocolo Billinghurst-La Torre. La opinión pública peruana, exceptuando los sectores más hostiles al gobierno, celebró este protocolo como una  gran victoria. El Congreso peruano lo aprobó el 17 de julio con solo 27 votos en contra.

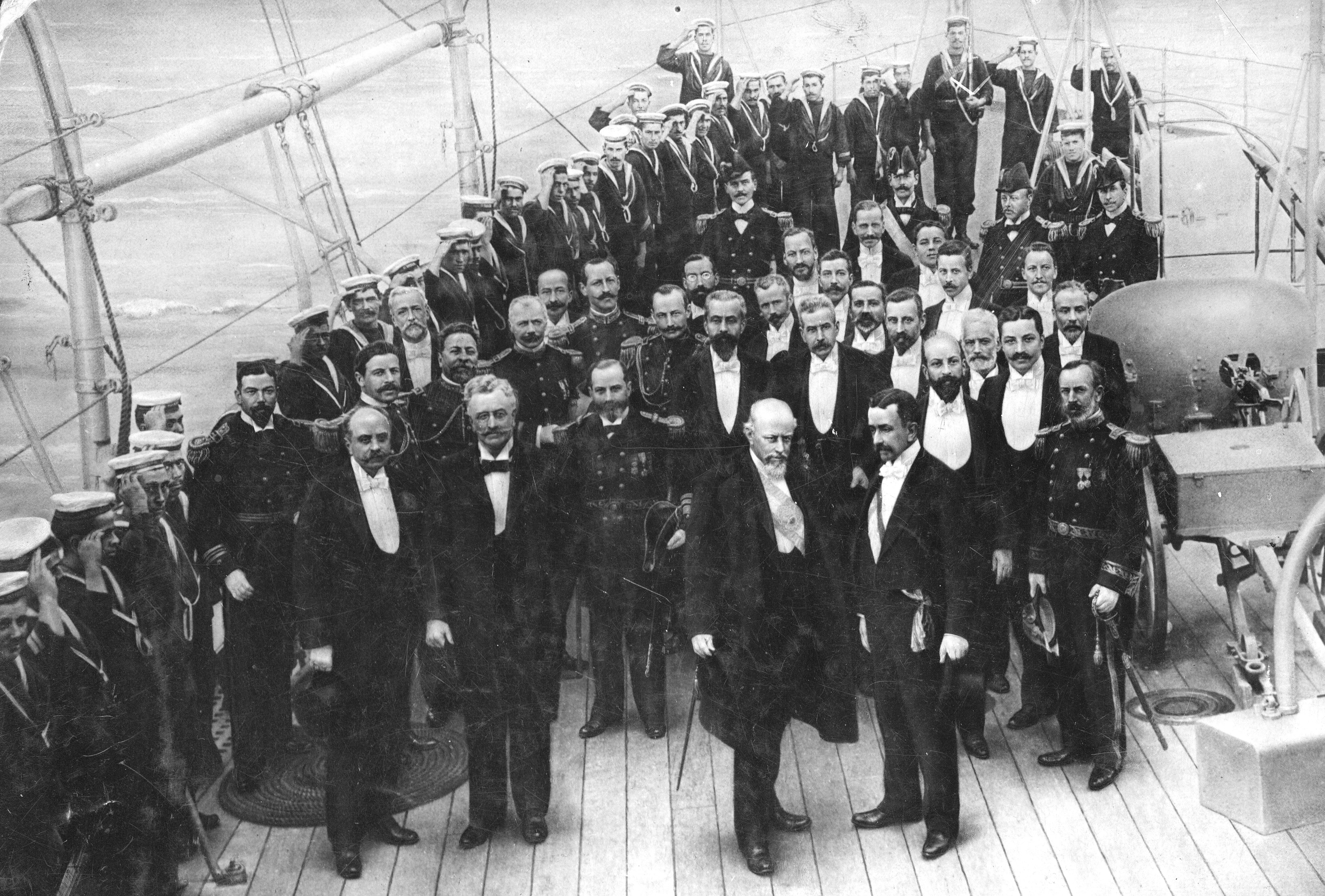
El abrazo del Estrecho de 1899 entre los presidentes Julio Argentino Roca y Federico Errázuriz Echaurren (de Argentina y Chile, respectivamente), que expresaron su voluntad de resolver diplomáticamente las disputas limítrofes entre ambos países. Sucedió en el Estrecho de Magallanes, frente a Punta Arenas.

En Chile, el protocolo fue aprobado por el Senado de manera relativamente rápida, por 16 votos a favor y 6 en contra (1 de agosto). Pero en la Cámara de Diputados el debate fue más agitado, y si bien se aprobó el protocolo de manera general, se dejó aplazada la discusión de cada una de sus estipulaciones, lo que en la práctica equivalía a que quedara en suspenso indefinidamente. Coincidió ello con la decisión de Argentina de llevar su litigio con Chile al arbitraje británico, debido a que no estaba en capacidad de superar el poderío bélico de su rival, ante la demora de la llegada de los buques blindados y armamento que había contratado de manera urgente. Tampoco Chile estaba en capacidad de enfrentar una guerra con pronóstico favorable. El llamado “abrazo del Estrecho” entre el presidente argentino Julio Argentino Roca y el presidente chileno Federico Errázuriz Echaurren, el 15 de febrero de 1899, simbolizó el inicio de las negociaciones entre ambos países para resolver pacíficamente sus disputas.
Evidentemente, la intención de Chile al firmar con el Perú el protocolo Billinghurst-La Torre había sido evitarse problemas en su frontera norte, en el hipotético caso de una guerra con Argentina, por lo que no sorprendió que, tras el “abrazo del Estrecho”, dejara en suspenso la realización del plebiscito. Aún más, el gobierno chileno acentuó su nefasta política de chilenización en Tacna y Arica, donde promovió la migración de chilenos a esas zonas y el hostigamiento a la población residente. Durante tres largas décadas este problema, conocido también como la Cuestión del Pacífico, continuaría demandando arduos esfuerzos a la cancillería peruana, hasta que sería resuelto en 1929, con la fórmula que impuso Chile: devolución de Tacna y retención de Arica. El plebiscito nunca se realizó.

#### Creación del Archivo de Límites
Por decreto del 11 de noviembre de 1896 se creó el Archivo Especial de Límites en el Ministerio de Relaciones Exteriores del Perú. Su función era estudiar y coleccionar los documentos referentes a los problemas de límites que el Perú sostenía con sus vecinos para que sirvieran de fuente de ilustración a los diplomáticos.

#### Ayuda a Ecuador y a Cuba

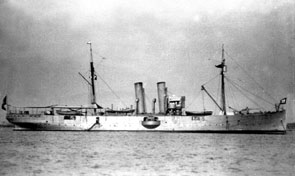
El crucero peruano Lima llevó ayuda a los damnificados del terrible incendio de Guayaquil de 1896.

En contraste con la actitud de Chile, el gobierno peruano se hizo popular en Latinoamérica por sus demostraciones de solidaridad con los pueblos hermanos. Por ejemplo, cuando se incendió totalmente Guayaquil, en octubre de 1896, envió el crucero Lima con la correspondiente ayuda para casos de desastres, tales como alimentos, ropa y medicinas.
Cuando en 1895 se reinició la guerra por la independencia de Cuba, el Perú, al igual que el resto de los países americanos, dio su apoyo moral a los revolucionarios cubanos. Al intervenir los Estados Unidos en dicha guerra en 1898, el gobierno peruano declaró su estricta neutralidad. De modo que, a diferencia de lo que había ocurrido en la primera etapa de esa guerra (la de 1868 a 1878), el Perú no volvió a tener un papel protagónico en la segunda etapa iniciada en 1895, sin duda porque se hallaba más centrado en su propia recuperación tras la guerra del Pacífico. No faltaron también quienes pensaban que el Perú debía abandonar su tradicional política americanista (es decir, de ayuda desinteresada a las naciones hermanas agredidas por potencias extranjeras) y dedicarse solo a su reconstrucción, ya que, cuando le tocó ser víctima de la invasión, el saqueo y la amputación de su territorio en la guerra de 1879, los demás países americanos se habían mostrado indiferentes e insensibles.

#### Propuesta de la «polonización» de Bolivia
Durante el gobierno de Piérola se sitúa un supuesto plan para la balcanización o polonización de Bolivia (en alusión a las Particiones de Polonia), entre Perú, Argentina y Chile (1898). Ya habían antecedentes cuando, años atrás, exiliado Piérola en Chile, y durante una reunión de sus partidarios para planear la toma del poder, se analizó el problema de la cuestión de Tacna y Arica. Guillermo Billinghurst, el rico empresario salitrero de Iquique y uno de los más prominentes pierolistas, planteó entonces lo siguiente:

¡La invasión militar a Bolivia y su polonización, repartiendo el país entre Perú, Chile, Argentina y el Brasil!
Guillermo Billinghurst

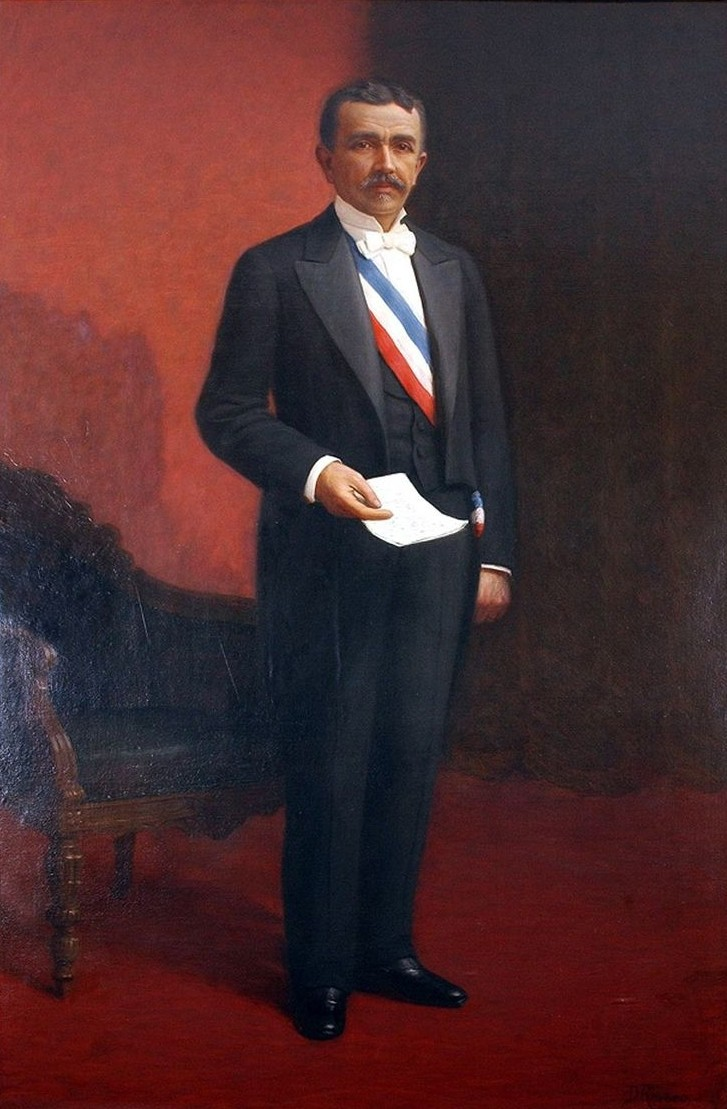
El presidente chileno Federico Errázuriz Echaurren es sindicado de haber hecho una propuesta de “polonización” o repartición de Bolivia, que habría contado con el respaldo del presidente Piérola, pero que fue denunciado después por el presidente Eduardo López de Romaña.

Se sabe que Billinghurst tenía opiniones muy agresivas sobre Bolivia, según se desprende de su correspondencia con Piérola y de algunos artículos periodísticos, por lo cual no extraña que haya expresado esa opinión. Sin embargo, solo se habló formalmente de ese proyecto entre el gobierno peruano y el chileno cuando Billinghurst, ya como vicepresidente de Piérola, se reunió con el Ministro del Interior de Chile, Antonio Valdés, en 1896, a quien propuso un plan para hacer desaparecer «El Incordio Boliviano». La propuesta del presidente chileno Federico Errázuriz Echaurren para “polonizar” Bolivia era la siguiente: Argentina con Tarija y el Chaco Central, Chile con Oruro y Potosí, y Perú con Beni y La Paz.

“Chile actuaría en cuanto sus intereses sean lesionados, pero que sería muy grato para él y su gobierno proceder en completa inteligencia con el Gobierno del Perú en esta emergencia”.
Federico Errázuriz Echauren

Posteriormente, en 1898 se reunieron el mismo Errázuriz y Billinghurst; este último, de antemano había redactado un documento sobre las beneficios del entendimiento chileno-peruano, que tenía como consecuencia natural la desaparición de Bolivia del mapa, con lo que así terminarían los reclamos bolivianos de un puerto con salida al mar, y así Chile podría devolver las provincias cautivas al Perú. Sin embargo, para ese momento, Chile (que por entonces se hallaba en crisis con Argentina) ya no tenía interés en ese plan. Esto, aparentemente, frustró a Piérola, pues con la ejecución de ese plan habría pensado redimirse ante su pueblo del desastre de la Guerra del Pacífico y recuperar Tacna y Arica.
Pero no fueron esas las únicas reuniones donde se tocaron ese tema. Según cuenta el historiador chileno Jaime Eyzaguirre, Piérola tuvo en diciembre de 1898 conversaciones con el ministro plenipotenciario chileno en Lima, Domingo Amunátegui Rivera, en las cuales sugirió la posibilidad de polonizar a Bolivia.

“estamos hartos de Bolivia, país que nos molesta hasta con su moneda feble. Perú podría quedarse con las regiones de La Paz y Beni; Chile, con las de Potosí (excepto Tupiza) y Oruro; Argentina con Tupiza y otros sectores surbolivianos. En tal forma, borrado del mapa el altiplano independiente, ya no sería problema restituir Tacna y Arica…"
Nicolás de Pierola

Amunátegui remitió esta información a su cancillería, pero en ese momento no se hizo pública. El plan se pondría al descubierto durante el gobierno de Eduardo López de Romaña, sucesor de Piérola a partir de 1899, y en este caso el acusado de hacer tal propuesta fue el gobierno chileno, según lo denunció la parte peruana.
En defensa de Piérola, el historiador Jorge Basadre señala que nunca hubo un acuerdo formal entre Perú y Chile para repartirse a Bolivia, y que de ser cierto lo que dijo Piérola al ministro chileno Amunátegui en Lima, habría sido solo un “sondeo y exploración” para conocer la opinión de la parte chilena, sin que se llegara a un acuerdo oficial. Y todo ello circunscrito a un diálogo de carácter reservado, cuyo tema principal era la crisis política que se debatía entonces Bolivia por la rebelión federal contra el presidente Severo Fernández Alonso que había desencadenado una guerra civil, lo que hacía temer la unidad boliviana. Piérola apoyaba la rebelión federal y acusaba al gobierno de Fernández de apoyar al mariscal Cáceres, su rival político, y preguntaba cuál sería la posición de Chile sobre ello.

### Elecciones de 1899
En 1899, finalizando el mandato de Piérola, se convocaron a elecciones. Piérola no otorgó apoyo oficial a ningún candidato; su partido, el Demócrata, se dividió en dos bandos: uno de ellos que iba en alianza con los civilistas, lanzó la candidatura del ingeniero Eduardo López de Romaña; el otro bando, la de los demócratas «oficiales», designó a Guillermo Billinghurst. En las elecciones se aplicó por primera vez en la historia peruana el voto directo, saliendo triunfador López de Romaña.

## Autoridades

### Vicepresidentes
- Primer Vicepresidente: Guillermo Billinghurst
- Segunda Vicepresidente: Augusto Seminario y Váscones

### Ministros
| Ministerio                           | Ministro | Periodo |
| Presidencia del Consejo de Ministros | Antonio Bentín y La Fuente Manuel Antonio Barinaga Manuel Pablo Olaechea Guerrero Alejandro López de Romaña Alvizuri Enrique de la Riva Agüero Riglos José Jorge Loayza | 8 de septiembre de 1895-28 de noviembre de 1895 30 de noviembre de 1895-5 de agosto de 1896 8 de agosto de 1896-29 de octubre de 1897 25 de noviembre de 1897-23 de diciembre de 1897 23 de diciembre de 1897-13 de mayo de 1898 16 de mayo de 1898-8 de septiembre de 1899     |
| Gobierno y Policía                   | Antonio Bentín y La Fuente Benjamín Boza José María de la Puente Lorenzo Arrieta Alejandro López de Romaña José María de la Puente                                      | 8 de septiembre de 1895-28 de noviembre de 1895 30 de noviembre de 1895-5 de agosto de 1896 8 de agosto de 1896-19 de agosto de 1896 19 de agosto de 1896-29 de octubre de 1897 25 de noviembre de 1897-23 de diciembre de 1897 23 de diciembre de 1897-8 de septiembre de 1899 |
| Relaciones Exteriores                | Melitón F. Porras Osores Ricardo Ortiz de Zevallos y Tagle Enrique de la Riva Agüero José Jorge Loayza Melitón F. Porras Osores                                         | 8 de septiembre de 1895-28 de noviembre de 1895 30 de noviembre de 1895-8 de agosto de 1896 8 de agosto de 1896-13 de mayo de 1898 16 de mayo de 1898-6 de junio de 1898 6 de junio de 1898-8 de septiembre de 1899                                                             |
| Justicia, Instrucción y Culto        | Augusto S. Albarracín Manuel Antonio Barinaga Manuel Pablo Olaechea José Antonio de Lavalle y Pardo José Jorge Loayza                                                   | 8 de septiembre de 1895-28 de noviembre de 1895 30 de noviembre de 1895-5 de agosto de 1896 8 de agosto de 1896-29 de octubre de 1897 25 de noviembre de 1897-13 de mayo de 1898 16 de mayo de 1898-8 de septiembre de 1899                                                     |
| Guerra y Marina                      | Coronel Domingo J. Parra Coronel Juan Ibarra Coronel José Rosa Gil Manuel J. Cuadros Viñas Coronel José R. de la Puente                                                 | 8 de septiembre de 1895-28 de noviembre de 1895 30 de noviembre de 1895-29 de octubre de 1897 25 de noviembre de 1897-13 de mayo de 1898 16 de mayo de 1898-21 de septiembre de 1898 24 de septiembre de 1898- 8 de septiembre de 1899                                          |
| Hacienda y Comercio                  | Francisco Bresani Manuel Jesús Obín Ignacio Rey | 8 de septiembre de 1895-28 de noviembre de 1895 30 de noviembre de 1895-5 de agosto de 1896 8 de agosto de 1896-8 de septiembre de 1899 |
| Fomento y Obras Públicas             | Eduardo López de Romaña Manuel J. Cuadros Viñas Ricardo L. Flores Gaviño Francisco Almenara Butler                                                                      | 25 de enero de 1896-5 de agosto de 1896 8 de agosto de 1896-29 de octubre de 1897 25 de noviembre de 1897-13 de mayo de 1898 16 de mayo de 1898-8 de septiembre de 1899 |